# Monumento a Jan Hus
El Monumento a Jan Hus se localiza en el centro de la Plaza de la Ciudad Vieja de Praga. La colocación de la primera piedra tuvo lugar en 1903 y fue inaugurado, si bien no oficialmente, el 6 de julio de 1915 con ocasión del quinto centenario de la muerte en la hoguera del reformador.
Hus mira de pie la iglesia de Nuestra Señora del Týn, principal templo husita entre 1419 y 1421. Lo rodean, por un lado, guerreros husitas y, por el otro, una serie de figuras que representan al pueblo checo obligado a abandonar el país en 1620 tras la derrota de los protestantes en la batalla de la Montaña Blanca.
Las inscripciones, tomadas algunas de textos del propio Hus, fueron añadidas tras la fundación en 1918 de la República de Checoslovaquia.

## Antecedentes

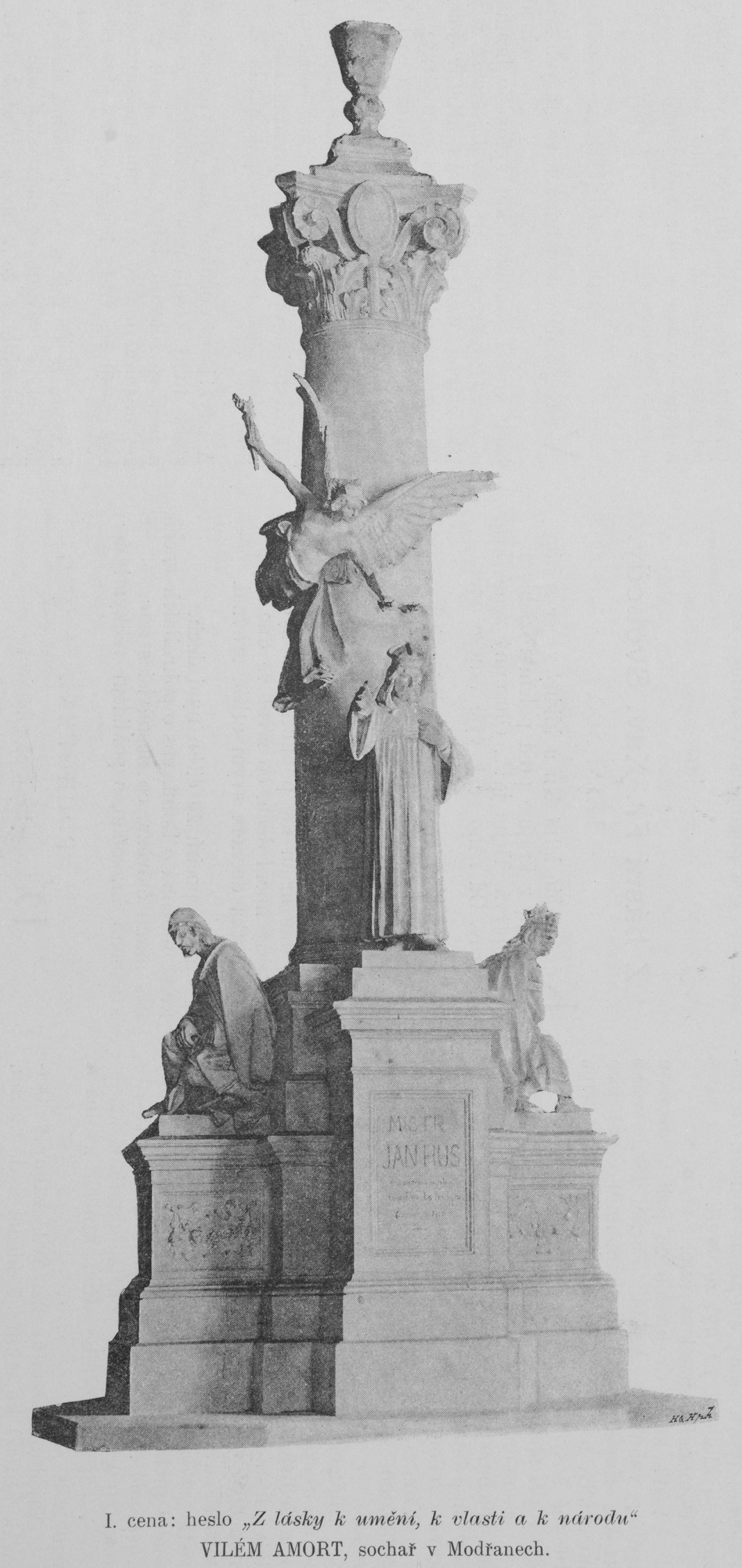
«Por amor a la patria y la nación».

En 1892, se convocó un concurso para la realización de un primer monumento a Jan Hus en Praga. El proyecto ganador, obra del escultor checo Vilém Amort, nunca llegó a realizarse.